# Oxira cia
Oxira cia là một loài bướm đêm trong họ Noctuidae.